# Брагинский, Владимир Борисович
Влади́мир Бори́сович Браги́нский (3 августа 1931, Москва — 29 марта 2016, там же) — советский и российский физик-теоретик и экспериментатор. Специалист в области прецизионных и квантовых измерений, детектирования гравитационных волн, систем с малой диссипацией, фундаментальных термодинамических флуктуаций. Профессор, главный научный сотрудник кафедры физики колебаний физического факультета МГУ, приглашённый профессор Калифорнийского технологического института (США).
Член-корреспондент РАН, член Европейской Академии (Academia Europaea, Лондон), почётный зарубежный член Американской академии искусств и наук, иностранный член Национальной академии наук США.

## Биография
Окончил физический факультет МГУ в 1954 году, работал там же с 1955 г. В 1959 году защитил кандидатскую, а в 1967 г. докторскую диссертацию. В 1969 году получил звание профессора. В 1970-х годах возглавлял радиоотделение физического факультета МГУ. В 1987—2001 гг. возглавлял кафедру молекулярной физики и физических измерений, в 2001—2002 гг. заведующий кафедрой Физики колебаний. В. Б. Брагинский — автор более 240 статей и четырёх монографий.
Предсказал и экспериментально продемонстрировал эффекты пондеромоторного трения и жёсткости в электромагнитном поле резонатора (1967). Эти эффекты лежат в основе многих современных достижений в области макроскопической квантовой механики, в частности, оптического охлаждения микро- и наноосцилляторов до нулевого состояния. Доказал равенство модулей заряда электрона и протона на уровне 10−21 (1970) и продемонстрировал справедливость принципа эквивалентности на уровне 10−12 (1971). Им предсказано существование пределов чувствительности координатных измерений квантового происхождения, которые теперь называются стандартным квантовым пределом (1967), предложены и обоснованы принципы нового класса измерений, позволяющих преодолеть эти ограничения (квантовые неразрушающие измерения, 1977). Начиная с 1974 года совместно с коллегами по кафедре открыл существование фундаментального механизма потерь электромагнитных волн в идеальных кристаллах-диэлектриках, что позволило создать диэлектрические СВЧ резонаторы из лейкосапфира с добротностью >109. В 1989 г. предложил высокодобротные оптические микрорезонаторы с модами шепчущей галереи. Вместе с коллегами на факультете разработал несколько ключевых элементов в детекторах гравитационных волн, в частности, подвес пробной массы с временем релаксации больше 5 лет.
В. Б. Брагинский с коллегами предсказал существование нескольких новых физических эффектов: спин-квадрупольный гравитационный эффект (1980), трение, порождаемое нулевыми колебаниями вакуума (1991), фундаментальные термоупругие и терморефрактивные флуктуации (1999, 2000), параметрическую нестабильность в высокодобротных оптических резонаторах (2001).
С 1992 г. научная группа В. Б. Брагинского работает в рамках международного научного проекта лазерной интерферометрической гравитационно-волновой обсерватории LIGO, которая в (2016) году объявила об открытии гравитационных волн.
Из 34 подготовленных им кандидатов наук 12 стали докторами, из них шесть работают профессорами на разных кафедрах физического факультета МГУ. Другие его ученики успешно работают в институтах РАН и за рубежом.
В. Б. Брагинский входит в число наиболее цитируемых российских учёных, индекс Хирша — 54 (на 2016 г.).
Похоронен на Ваганьковском кладбище, участок 16.

## Награды и премии, почётные звания и должности
- 1975 — Золотая медаль им. П. Н. Лебедева АН СССР
- 1980 — Медаль Ф. Шиллера (Йенский университет, Германия)
- 1990 — Член-корреспондент Российской академии наук
- 1990 — Премия Фэйрчальда (Калифорнийский технологический институт, США)
- 1990 — (и последующие годы) Приглашённый профессор в Калифорнийском технологическом институте
- 1993 — Премия А. фон Гумбольдта (Общество Макса Планка, Германия)
- 1995 — Избран членом Европейской Академии
- 1996 — Приглашённый лектор Института Нильса Бора, Дания
- 1999 — Ангстремовский лектор Уппсальского университета, Швеция
- 2004 — Почётный зарубежный член Американской академии искусств и наук
- 2006 — Иностранный член Национальной академии наук США

## Основные работы
- Брагинский В. Б. Физические эксперименты с пробными телами. — М.: Наука, 1970.
- Брагинский В. Б., Манукин А. Б. Измерение малых сил в физических экспериментах. — М.: Наука, 1974.
- Брагинский В. Б., Митрофанов В. П., Панов В. И. Системы с малой диссипацией. — М.: Наука, 1981.
- Брагинский В. Б., Полнарёв А. Г. Удивительная гравитация. — М.: Наука, 1985 (выпуск 39 серии «Библиотечка Квант»).
- Braginsky V. B., Khalili F. Ya. Quantum Measurement. Cambridge University Press, 1992.